# Clavija

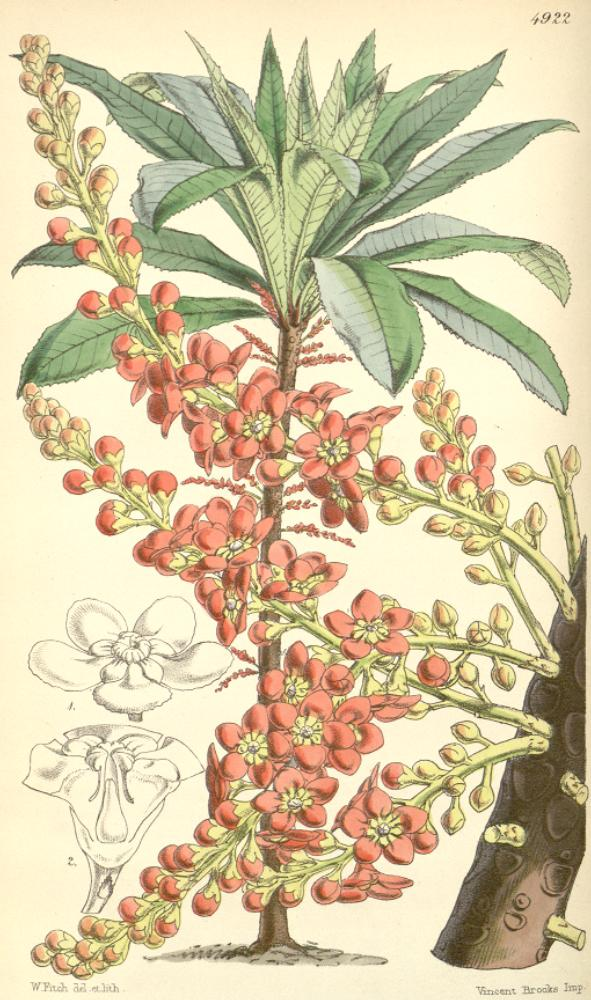
Ilustrace Clavija ornata z roku 1856

Clavija je rod rostlin z čeledi prvosenkovité, kde je řazen do podčeledi Theophrastoideae. Jsou to málo větvené nebo nevětvené malé stromy a keře neobvyklého vzhledu s velkými jednoduchými listy a čtyř nebo pětičetnými květy. Plodem je bobule. Vyskytují se v počtu asi 55 druhů v podrostu tropických lesů Střední a Jižní Ameriky. Význam je spíše okrajový, některé druhy mají jedlé plody nebo jsou využívány v domorodé medicíně. 

## Popis
Rostliny rodu Clavija jsou stálezelené, málo větvené nebo i nevětvené pachykaulní stromy nebo keře. Listy jsou rozměrné, střídavé, jednoduché, řapíkaté, obvykle kožovité a nahloučené na koncích větví či na vrcholu stonku. Čepel je celokrajná nebo na okraji pilovitá. Květy jsou jednopohlavné nebo oboupohlavné, čtyř nebo pětičetné, často nápadné, uspořádané v hroznovitých květenstvích vyrůstajících kauliflorně mezi listy nebo pod nimi. Kalich je srostlý, vytrvalý. Koruna je bledě oranžová, oranžovočervená nebo červená, dužnatá, miskovitá, s krátkou korunní trubkou. Tyčinek je 4 nebo 5 a jsou srostlé do trubičky. Staminodia v samičích květech jsou srostlá pouze na bázi . Plodem je kulovitá, kožovitá bobule obsahující jedno nebo několik velkých semen. Dužnina obklopující semena je oranžová a sladká.

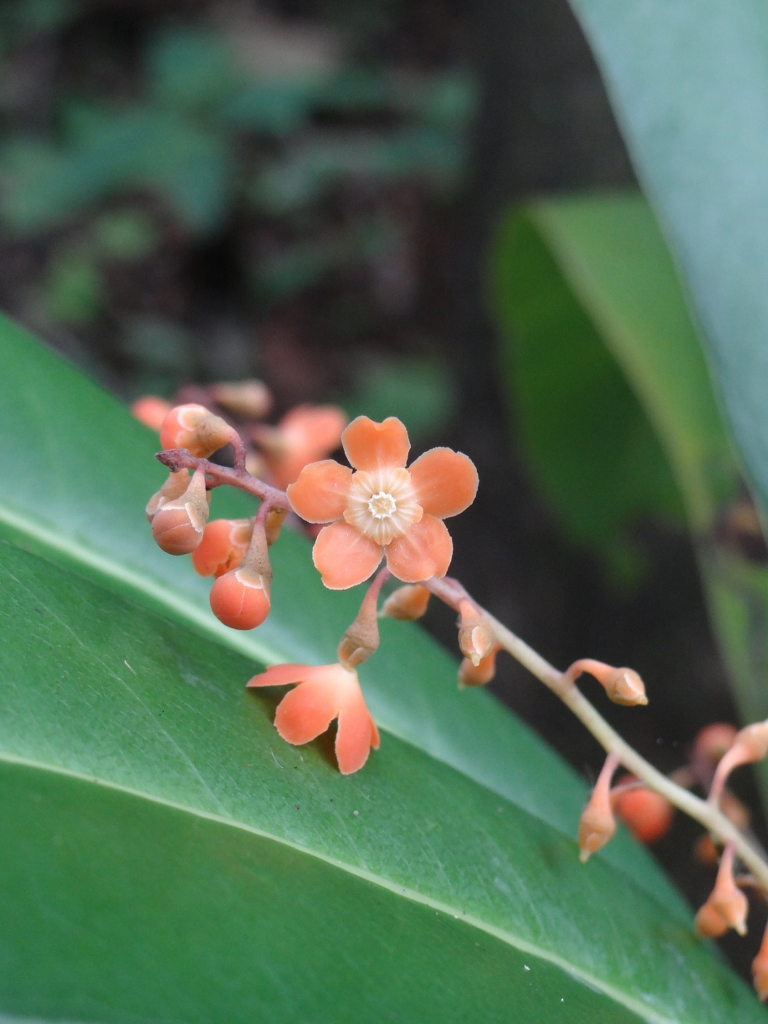
Květy Clavija nutans
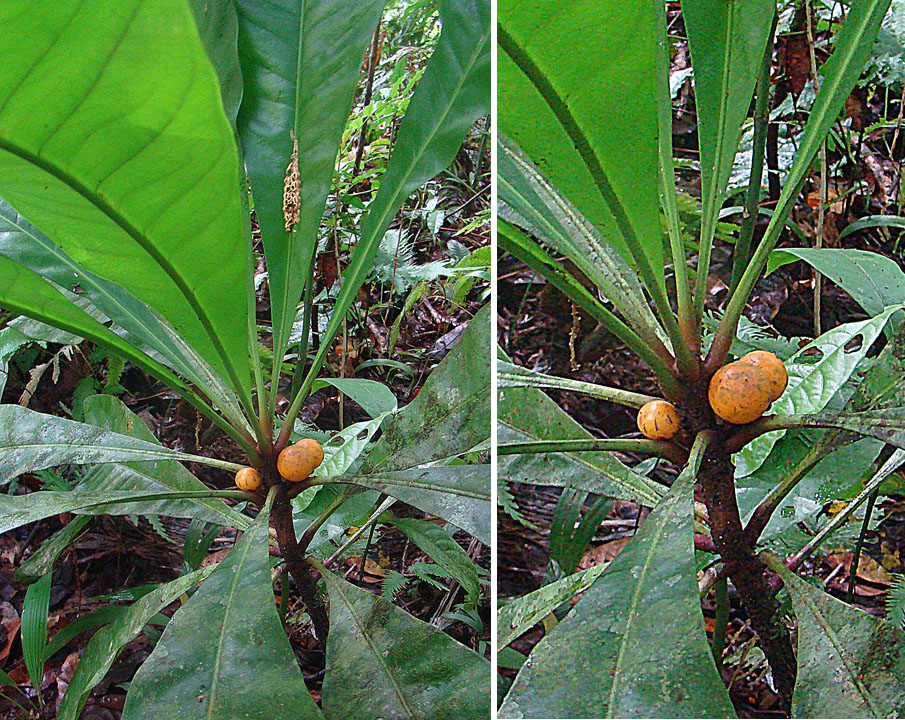
Clavija jelskii s plody

## Rozšíření
Rod Clavija zahrnuje asi 56 druhů. Je rozšířen v tropické Americe od jižní Nikaraguy po jižní Brazílii a Paraguay. Druh Clavija domingensis je endemit Hispanioly. Největší počet druhů roste v západní Amazonii a severních Andách. Rostou v podrostu tropických deštných lesů, řidčeji i opadavých či poloopadavých tropických lesů v oblastech s periodickým obdobím sucha. Většina druhů roste v nadmořských výškách do 1000 metrů, některé však vystupují v montánních lesích až do výšek 2500 metrů.

## Ekologické interakce
O opylování květů nejsou dostupné žádné informace.
Plody mají sladkou dužninu a jsou šířeny zvířaty.

## Taxonomie
Rod Clavija je v rámci čeledi Primulaceae řazen do podčeledi Theophrastoideae a tribu Theophrasteae. V minulosti byl součástí samostatné čeledi Theophrastaceae, která však byla v systému APG III, publikovaném v roce 2009, vřazena do čeledi Primulaceae.
Nejblíže příbuzné rody jsou dle výsledků fylogenetických studií rody Neomezia (1 druh na západní Kubě) a Theophrasta (2 druhy v Dominikánské republice a na Haiti), které společně tvoří sesterskou vývojovou větev rodu Clavija.

## Význam
Význam rostlin rodu Clavija je okrajový. Sladká dužnina plodů některých druhů (např. Clavija mezii, Clavija procera) je jedlá a některé domorodé kmeny ji konzumují. Druh Clavija mezii je v Panamě používán domorodci při léčbě hadího uštknutí. Indiáni kmene Wayapi ve Francouzské Guyaně používají Clavija lancifolia na obklady při bolestech v krku. Druh Clavija nutans je v tropech pěstován jako zajímavě vyhlížející, málo větvený stromek. Lze jej pěstovat i v nádobách.